# Iain McKinney
Iain McKinney (Sheffield, 11 marzo 1973) è un ex cestista britannico.
Giocava come guardia. Detiene il record del canestro segnato alla maggiore distanza: si trovava a 27,6 metri dall'anello quando segnò in un'amichevole degli Sheffield Sharks l'8 aprile 1996.

## Carriera
Ha speso la sua carriera negli Sheffield Sharks, di cui è stato capitano dal 2003 al 2006. Con la squadra inglese ha vinto i play-off per il titolo BBL per la prima volta nella loro storia nel 2004. 
Ha esordito con l'Inghilterra il 5 gennaio 1996 risultando decisivo nella sfida contro la Danimarca. Fino al novembre 2002 aveva giocato 23 partite con la rappresentativa inglese.
Si è ritirato al termine della stagione 2005-06 per insegnare allo Sheffield College's Hillsborough campus.